# Rezolucija Vijeća sigurnosti UN-a 1325
Rezoluciju Vijeća sigurnosti Ujedinjenih naroda 1325 (S/RES/1325), o ženama, miru i sigurnosti, Vijeće sigurnosti UN-a usvojilo je jednoglasno 31. listopada 2000. godine, nakon povlačenja rezolucija 1261 (1999), 1265 (1999), 1296 ( 2000.), i 1314 (2000.). Rezolucijom je priznat nerazmjeran i jedinstven utjecaj oružanog sukoba na žene i djevojke. Poziva na usvajanje rodne perspektive kako bi se uzele u obzir posebne potrebe žena i djevojaka tijekom sukoba, repatrijacije i preseljenja, rehabilitacije, reintegracije i obnove nakon sukoba.
Rezolucija 1325 bila je prvi formalni i pravni dokument Vijeća sigurnosti koji je zahtijevao od strana u sukobu da spriječe kršenje prava žena, da podrže sudjelovanje žena u mirovnim pregovorima i u obnovi nakon sukoba te da zaštite žene i djevojke od ratnog seksualnog nasilja. To je također bila prva rezolucija Vijeća sigurnosti Ujedinjenih naroda u kojoj se posebno spominje utjecaj sukoba na žene. Rezolucija je od tada postala organizacijski okvir za agendu o ženama, miru i sigurnosti, koja se usredotočuje na unapređenje komponenti Rezolucije 1325.

## Rezolucija

### Ključne komponente
Operativne stavke u Rezoluciji 1325 općenito pozivaju države članice da se pozabave potrebama žena i djevojaka u oružanim sukobima i podrže njihovo sudjelovanje u mirovnim pregovorima. Ključne komponente i preporuke rezolucije su:
- Sprječavanje seksualnog i rodno uvjetovanog nasilja u oružanom sukobu: Rezolucija 1325 poziva sve strane u sukobu da poduzmu posebne mjere za zaštitu žena i djevojaka od nasilja u oružanom sukobu, posebno seksualnog i rodno uvjetovanog nasilja. Također poziva države da ukinu nekažnjivost zločina protiv čovječnosti, posebno seksualnog nasilja, i procesuiraju počinitelje.
- Mirovni pregovori: Rezolucija poziva na uključivanje rodne perspektive u mirovne pregovore i povećanje sudjelovanja žena u mirovnim pregovorima, s posebnom pažnjom na potporu lokalnim ženskim mirovnim inicijativama.
- Zaštita žena i djevojaka u izbjegličkim sredinama : Rezolucija poziva strane u sukobu da uzmu u obzir posebne potrebe žena kod djevojčica u projektiranju i upravljanju izbjegličkim kampovima .
- Razoružanje, demobilizacija i reintegracija (DDR): rezolucija također poziva na razmatranje spola u DDR-u, posebice različitih potreba muškaraca i žena bivših boraca.
- Političko sudjelovanje žena : Rezolucija poziva države članice da povećaju sudjelovanje žena na svim razinama donošenja odluka u nacionalnim, regionalnim i međunarodnim institucijama.
- Uključivanje rodne perspektive u mirovne operacije, razmotranje rodne ravnopravnost u misijama Vijeća sigurnosti i konzultacije s međunarodnim i lokalnim ženskim organizacijama.
- Osiguravanje obuke za UN i države članice o zaštiti, pravima i potrebama žena; rodnoj osjetljivost; te važnost uključivanja žena u mjere očuvanja i izgradnje mira.
- Ravnoteža spolova u UN-u: Povećati zastupljenost žena kao posebnih predstavnika i izaslanika, te u terenskim operacijama, osobito među vojnim promatračima, policijom, te osobljem za ljudska prava i humanitarno osoblje.
- Izvještavanje: Rezolucijom se traži da glavni tajnik UN-a provede studiju o utjecaju oružanog sukoba na žene i djevojke, ulozi žena u izgradnji mira, rodnoj dimenziji mirovnih procesa i rješavanja sukoba te o rodno osviještenoj politici UN-a mirovne misije. Također poziva glavnog tajnika da izvjesti o nalazima ovih studija Vijeću sigurnosti.

## Povijest
Rezolucija je jednoglasno donesena u listopadu 2000. nakon opsežnog lobiranja od strane NVO Radne skupine za žene, mir i sigurnost (NGO WG) i Fonda Ujedinjenih naroda za razvoj za žene (UNIFEM; sadačijiWje sljedbenik omen ). Netumbo Nandi-Ndaitwah, tadašnja ministrica za ženska pitanja u Namibiji, inicirala je rezoluciju kada je zemlja došla na red predsjedavanjem Vijećem sigurnosti. Veleposlanik Anwarul Chowdhury, koji predstavlja Bangladeš u Vijeću, također je dao značajan doprinos koristeći ulogu Bangladeša kao predsjedavajućeg Vijećem kako bi skrenuo pozornost na doprinos žena miru i sigurnosti. Chowdhury je ostao glasan i aktivan zagovornik pune provedbe Rezolucije 1325. NVO Radna skupine za žene, mir i sigurnost  odigrala je ključnu ulogu u uspješnom lobiranju Vijeća da se održe otvorene sjednice o ženama, miru i sigurnosti, savjetujući se s članovima Vijeća o rezoluciji i dajući im primjenjive informacije.
Pekinška platforma za akciju iz 1995. sadržavala je cijelo poglavlje usredotočeno na žene, mir i sigurnost. Tijekom 1990-ih, zajednica nevladinih organizacija bila je sve zabrinutija zbog negativnih utjecaja rata na žene, posebno široko rasprostranjenog seksualnog nasilja viđenog u građanskim ratovima u Bosni i Hercegovini, zapadnoj Africi i Ruandi . Aktivisti su također bili uznemireni jer su se žene suočavale sa značajnim preprekama za ulazak u mirovne pregovore i negativnim utjecajima koje su žene doživjele nakon sukoba. Peta godišnjica Pekinške konferencije (Peking+5) pružila je ključni zamah u napretku o pitanjima žena, mira i sigurnosti u UN-u.
Povijest i donošenje rezolucije značajni su po razini uključenosti nevladinih organizacija i civilnog društva, koji su pomogli u izradi rezolucije. Dvodnevna rasprava o rezoluciji bila je i prvi put da je Vijeće posvetilo raspravu ženama.

## Implementacija

### Ujedinjeni narodi
Dvije glavne komponente Rezolucije 1325 odnose se na seksualno nasilje u oružanim sukobima i povećanje sudjelovanja žena u mirovnim procesima i političkim institucijama. Unutar Ujedinjenih naroda, rezolucija je dovela do povećane pozornosti na rodno osviještenu politiku ili procjenu različitih učinaka politike na žene i muškarce. Glavne institucije koje provode rezoluciju su UN Women i Odjel za mirovne operacije, iako je u svom radu primjenjuju i mnoge druge institucije.

#### Četiri stupa provedbe
Godine 2009. Rezolucija 1889 pozvala je glavnog tajnika UN-a da razvije skup indikatora za praćenje provedbe Rezolucije 1325. Indikatori se koriste za programe UN-a, ali su ih također usvojile države članice i nevladine organizacije. Razvijena indikatori predstavljaju četiri stupa prevencije, zaštite, sudjelovanja, te pomoći i oporavka.
- Prevencija je usmjerena na prevenciju seksualnog i rodno uvjetovanog nasilja, kao i na rodnu svijesti u prevenciji sukoba i sustava ranog upozoravanja. To uključuje sprječavanje seksualnog iskorištavanja i zlostavljanja od strane mirovnih snaga.
- Zaštita uključuje poboljšanje sigurnosti žena i djevojčica, fizičkog i mentalnog zdravlja, ekonomske sigurnosti i opće dobrobiti. Fokusira se također  na poboljšanje prava žena i djevojaka i njihove pravne zaštite.
- Sudjelovanje se odnosi na promicanje sudjelovanja žena u mirovnim procesima, povećanje broja žena na svim razinama institucija odlučivanja i povećanje partnerstava s lokalnim ženskim organizacijama. Sudjelovanje također uključuje povećanje sudjelovanja žena na visokim položajima u UN-u na pozicijama posebnog izaslanika te u mirovnim misijama i operacijama.
- Pomoć i oporavak trebali bi osigurati jednaku distribuciju pomoći ženama i djevojčicama i uključiti rodnu perspektivu u napore pomoći i oporavka.

Specifični indikatori uključuju brojeve za praćenje koji se odnose na ishode, kao što je broj žena u mirovnim pregovorima, broj vojnih priručnika koji uključuju mjere o zaštiti žena ili broj istraženih slučajeva nasilja nad ženama.

### Nacionalni akcijski planovi
Dvije godine nakon lansiranja Rezolucije 1325, Vijeće sigurnosti počelo je poticati razvoj Nacionalnih akcijskih planova (NAP) kao alata koji bi države članice mogle koristiti za detaljiziranje koraka koje će poduzeti kako bi ispunile ciljeve Rezolucije. Do rujna 2016. 63 zemlje su usvojile takve planove. NAP-ovi se bave političkim, društvenim i ljudskim sigurnosnim politikama i često zahtijevaju međuagencijsku koordinaciju. Mnogi NAP-ovi zemalja donatora imaju tendenciju da budu eksterno usmjereni, prikazujući i dokumentirajući svoje obveze u promicanju načela Rezolucije 1325 u žarišnim zemljama. Zemlje u razvoju i zemlje zahvaćene sukobima općenito koriste NAP za potporu internom sudjelovanju žena u politici i mirovnim procesima, kao i za navođenje internih obveza u zaštiti od seksualnog nasilja i nasilja na temelju spola. Trenutačno su Europa (27) i Afrika (19) regije s najvećim brojem nacionalnih akcijskih planova. Dok se broj zemalja NAP-a brzo povećao uoči 10. (2010.) i 15. (2015.) godišnjice Rezolucije 1325, samo je 32% država članica UN-a implementiralo NAP. Veliki je jaz postoji kod zemalja koje doprinose vojnim snagama (TCC) i zemalja koje doprinose policiji (PCC) u mirovnim misijama – prve četiri zemlje koje osiguravaju policiju, vojne stručnjake i trupe još uvijek nemaju nacionalne akcijske planove.
Mnogi NAP-ovi zemalja donatora imaju tendenciju da budu usmjereni na van, sa nacrtom promicanja načela Rezolucije 1325 u žarišnim zemljama, ocrtaju unutarnje obveze zaštite od seksualnog i rodno uvjetovanog nasilja. Trenutačno su Europa (27) i Afrika (19) regije s najvećim brojem nacionalnih akcijskih planova. Dok se broj zemalja NAP-a brzo povećao uoči 10. (2010.) i 15. (2015.) godišnjice Rezolucije 1325, samo je 32% država članica UN-a implementiralo NAP. Veliki je jaz u zemljama koje daju trupe (TCC) i zemljama koje doprinose policiji (PCC) u mirovnim misijama – četiri najveće zemlje koje pružaju policiju, vojne stručnjake i trupe još nemaju nacionalne akcijske planove.

## Utjecaj
Rezolucija 1325 koristi se diljem svijeta kao politički alat za provedbu rodno osjetljivih politika vezanih uz sukobe. Također se koristi kao organizacijski okvir za aktere izvan Ujedinjenih naroda, kao što su države, nevladine organizacije i istraživači, na način na koji nije korištena nijedna druga rezolucija Vijeća sigurnosti. Primjerice, to je jedina rezolucija čija se obljetnica obilježava izvješćima, konferencijama i posebnim sjednicama Vijeća sigurnosti, kao i jedina rezolucija čijoj su provedbi posvećenje nevladine organizacije.. Od 2000. godine žene, mira i sigurnosti postali su važna tema u međunarodnoj politici, nedvojbeno potaknuta usvajanjem rezolucije i kasnijim zagovaranjem njezine provedbe, kao i povećanom pozornošću na seksualno nasilje u oružanim sukobima. Još jedna velika značajnost bila je Nobelova nagrada za mir 2011., dodijeljena Ellen Johnson Sirleaf, Leymah Gbowee i Tawakkol Karman "za njihovu nenasilnu borbu za sigurnost žena i za prava žena na puno sudjelovanje u radu izgradnje mira".
Unutar UN-a, rezolucija je potaknula povećanu pozornost oko pitanje žena i sukoba. Prije Rezolucije 1325, Vijeće sigurnosti je rijetko razmatralo žene, osim povremenog usputnog spominjanja žena i djece kao ranjivih skupina u sukobu kojima je potrebna zaštita. Od svog donošenja, Vijeće sigurnosti donijelo je još šest rezolucija vezanih uz temu žena i oružanih sukoba. Nadalje, došlo je do značajne promjene u retorici, sa sve više UN-ovih agencija, predstavnika i država članica koje raspravljaju o tome kako nejednakost spolova utječe na mir i sigurnost. Međutim, sugerirano je da su te promjene ograničene, sa samo 33 od 225 rezolucija Vijeća sigurnosti donesenih u tri godine nakon donošenja Rezolucije 1325 u kojima se spominju riječi "rod" ili "žene".

### Ishodi
Procjene Rezolucije 1325 uključuju godišnja izvješća glavnog tajnika u 2013. i 2014. i izvršenu desetogodišnju reviziju provedbe Rezolucije 1325 od strane Odjela za mirovne operacije promatrajući dvanaest mirovnih misija UN-a i rezultate u svim komponentama rezolucije. Zaključci uključuju:
- Političko sudjelovanje žena imalo je uglavnom pozitivne rezultate, pri čemu su zemlje domaćini bilježile veće stope birača i političarki, kao i povećane zakonske odredbe koje podržavaju ravnopravnost spolova.
- I dalje je bila niska razina žena u mirovnim pregovorima, pri čemu žene čine manje od 10% službeno uključenih u svim misijama.
  - Akademsko istraživanje pokazalo je da se žene značajno češće spominju u mirovnim procesima i sporazumima nakon Rezolucije 1325.[12]
  - Većina mirovnih procesa uz podršku UN-a u razdoblju 2011. – 2013. održavala su redovite konzultacije sa ženskim organizacijama, a 2012. i 2013. svi timovi UN-a za podršku uključivali su žene.[6]
- Institucije sigurnosnog sektora zabilježile su ograničeni dobitak u ženskom uniformiranom osoblju, unatoč povećanju broja uniformiranih žena u mirovnim misijama.
- Više misija mirovnih operacija ima savjetnike za rodna pitanja — od 2014. devet od šesnaest misija ima savjetnike za rodna pitanja.[12]
- Postoje različiti rezultati u gender mainstreamingu u DDR-u – neke su misije povećale broj demobiliziranih žena, ali ti su dobici bili neujednačeni u svim misijama i reintegracija je i dalje izazov.
- Seksualno i rodno uvjetovano nasilje i dalje je široko rasprostranjeno i nekažnjeno za one koji ga počine, unatoč povećanju obuke i zakonodavstva.
  - Prijave o seksualnom zlostavljanju i iskorištavanju od strane mirovnih snaga nastavljaju rasti, unatoč povećanju pozornosti na ovaj problem unutar UN-a.[6]
  - Nadalje, žene graditelji mira i aktivistice redovito su žrtve nasilja i nemaju zaštitu.[13]
- Misije su uložile veći napor kako bi zaštitile žene u okruženju izbjeglica i interno raseljenih osoba kroz pojačane ophodnje i pratnju, ali sredstva za tu zaštitu bila su ograničena.